# Carl Mannerheim
Carl Erik Johan Mannerheim, född 18 mars 1865 i Finland, död 6 juli 1915 i Katarina församling, Stockholm, var greve och finländsk-svensk bankman. 
Carl Mannerheim var äldste son till affärsmannen greve Carl Robert Mannerheim och Hedvig Charlotta Helena von Julin, samt äldre bror till friherre Gustaf Mannerheim. 
Carl Mannerheim blev 1898 föreståndare för Nordiska aktiebanken för handel och industris kontor i Helsingfors. Som aktiv i det passiva motståndet mot ryssarna utvisades han 1903 från Finland. Åren 1904–10 var han VD för Bankaktiebolaget Stockholm-Öfre Norrland och från 1908 ordförande i styrelsen för Kramfors AB och för Frånö Nya AB, samt styrelseledamot i Livförsäkringsaktiebolaget Thule. Han blev svensk medborgare 1908. 

### Uppslagsverk
- Mannerheim, släkt i Svenskt biografiskt lexikon
- Mannerheim, Carl i Uppslagsverket Finland (webbupplaga, 2012). CC-BY-SA 4.0